# Denkschrift der Generäle
Die Denkschrift der Generäle mit dem offiziellen Titel Das Deutsche Heer von 1920–1945 wurde für den Nürnberger Prozess gegen die Hauptkriegsverbrecher von fünf Generalen 1945 verfasst und beschönigte und verharmloste die Rolle von Oberkommando der Wehrmacht und Oberkommando des Heeres im Zweiten Weltkrieg. Die Schutzbehauptungen der Denkschrift bildeten den Grundgedanken für die spätere Verteidigung führender Wehrmachtsoffiziere in Kriegsverbrecherprozessen und bestimmten trotz stichhaltiger und umfangreicher Gegenbeweise, das Bild der sauberen Wehrmacht in der Öffentlichkeit.

## Geschichte
Den Anstoß hatte der amerikanische General William J. Donovan gegeben, der die Anklage des Generalstabs als kriminelle Organisation beim Nürnberger Prozess gegen die Hauptkriegsverbrecher für falsch hielt und sich von der Denkschrift erhoffte, dass sie gegen die Hauptangeklagten Wilhelm Keitel und Alfred Jodl verwendet werden könnte, wozu sie dann nicht brauchbar war. Der Vorgang führte zu einem heftigen Zerwürfnis zwischen dem Chefankläger Robert H. Jackson und seinem Vertreter Donovan.
Verfasst wurde die Schrift von den Generälen Walther von Brauchitsch (1938–1941 Oberbefehlshaber des Heeres), Erich von Manstein (Oberbefehlshaber der 11. Armee und der Heeresgruppe Süd), Franz Halder (1938–1942 Chef des Generalstabs des Heeres), Walter Warlimont (1938–1944 stv. Chef des Wehrmachtführungsstabes) und Siegfried Westphal (Chef des Stabes des Oberbefehlshabers West).
Die Autoren behaupteten, die Wehrmacht und vor allem das Heer wären stets gegen die NSDAP und ganz besonders die SS eingestellt gewesen, hätten Entscheidungen Hitlers missbilligt und Kriegsverbrechen abgelehnt. Nur flüchtig wurde die ideologische Übereinstimmung mit der NS-Führung in den Punkten Wiederbewaffnung und Eroberungskriege sowie der grassierende Antisemitismus in der Armee erwähnt. Gänzlich unerwähnt blieben die Straftaten militärischer Einheiten und Truppenführer, und von Konzentrationslagern und den „rein politischen Aufgaben“ der Einsatzgruppen der Sicherheitspolizei wollte man nichts gewusst haben. Offenkundige Völkerrechtsverletzungen (Zwangsarbeit, Kommissarbefehl, Kriegsgerichtsbarkeitserlass, Kommandobefehl, Sühnebefehl, u. ä.) wurden übergangen, bagatellisiert oder auf andere Akteure abgewälzt. Der Krieg sei rein defensiver Natur gewesen und die Offiziere von der Praxis überrascht worden. Keiner der Generäle übernahm Verantwortung für sein Handeln oder sein Unterlassen.
Die Autoren distanzierten sich am Schluss ihrer Denkschrift ausdrücklich von der Militäropposition und Widerstandsbewegung des 20. Juli 1944, da es nicht „Aufgabe der führenden Offiziere sein [könne], der Armee das Rückgrat zu brechen“. Mit ihrer Behauptung, schon der Aufmarschplan vom Dezember 1937 gegen die Tschechoslowakei, der sog. Fall Grün, habe dem Ziel gedient, angeblichen Angriffsabsichten des Nachbarlandes offensiv zu begegnen, missachteten sie historische Fakten ebenso wie mit ihrer späteren Geschichtsklitterungen vorweggenommenen  Präventivkriegsthese zum Überfall auf die Sowjetunion 1941.
Keine der Behauptungen hielt den Beweisen im Hauptkriegsverbrecherprozess oder dem OKW-Prozess stand.